# Giuseppe Levi
Giuseppe Levi (Trieste, 14 ottobre 1872 – Torino, 3 febbraio 1965) è stato uno scienziato, medico e anatomista italiano. È ricordato anche per essere stato insegnante dei tre premi Nobel Rita Levi-Montalcini, Renato Dulbecco e Salvatore Luria. Legandosi alla famiglia Tanzi, fu parente di diverse importanti personalità del Novecento italiano: sua figlia è la scrittrice Natalia Ginzburg, suo fratello è il critico teatrale Cesare Levi, la sorella di sua moglie era Drusilla Tanzi - moglie di Eugenio Montale.

## Biografia
Giuseppe Levi nacque a Trieste il 14 ottobre 1872, da Michele Levi ed Emma Perugia. Membro di una ricca famiglia di banchieri ebrei, completò gli studi liceali nel capoluogo giuliano, ricevendo quindi una formazione di stampo mitteleuropeo: lo studio delle lingue s'affiancava a un'inclinazione scientifico-naturalistica e alla passione per l'alpinismo e la ginnastica.

### Formazione e prime ricerche
Alla morte del padre l'intera famiglia si trasferì a Firenze, ove nel 1889, all'età di 17 anni, egli ebbe modo di frequentare la Sezione di Medicina del Regio Istituto di Studi Superiori Pratici e di Perfezionamento.
Nel 1892 fu accolto come interno presso l'Istituto di Patologia Generale di Alessandro Lustig, microbiologo di origine triestina, per restarvi fino al 1895, anno in cui conseguì la laurea. In questo periodo Levi iniziò a pubblicare i suoi primi lavori sperimentali: collaborando con Gino Galeotti, allievo di Lustig e suo caro amico, si occupò della rigenerazione delle fibre muscolari e nervose; condusse inoltre uno studio sull'effetto dei sali sul tessuto renale.
Tra il 1897 e il 1898 fu assistente presso la Clinica di Malattie Nervose e Mentali diretta da Eugenio Tanzi a Firenze. Tuttavia l'attività clinica non faceva per lui: alla corsia preferiva senz'altro il laboratorio. Infatti dopo un anno trascorso a Berlino presso il laboratorio dell'anatomista Oskar Hertwig, tornò nel 1900 nel capoluogo toscano e lasciò volentieri il manicomio per diventare assistente di Giulio Chiarugi presso l'istituto di anatomia umana, posto che mantenne per undici anni.
Queste prime esperienze permisero al giovane Levi di focalizzare appieno i suoi interessi: istologia, anatomia e citologia. Inoltre decise di concentrarsi sul campo della ricerca che più di tutti gli darà fama: la struttura e la funzione del tessuto nervoso. Osservazioni condotte su più di settanta diverse specie animali lo portarono alla conclusione (la cosiddetta “Legge di Levi”) che la dimensione del pirenoforo (ovvero il corpo cellulare del neurone) è proporzionale all'estensione dell'arborizzazione del suo assone e delle sue connessioni.

### Carriera accademica e scientifica
Ottenuta nel 1902 la libera docenza, Levi ricevette un incarico presso la Stazione zoologica di Napoli. Vincitore di cattedra, nel 1910 si stabilì a Sassari, dove lo seguì l'amico e allievo Tullio Terni, con cui portò avanti studi istologici ed embriologici sulla struttura e l'origine dei mitocondri. Nel 1914 divenne Professore di Anatomia Umana Normale a Palermo. Nella parentesi palermitana, scoppiata la prima guerra mondiale, si arruolò come ufficiale medico volontario sul Carso. Nel 1919 gli fu affidata la cattedra di Anatomia Umana Normale all'Università di Torino.
Sotto la sua guida l'istituto di Anatomia Umana raggiunse livelli scientifici di rilievo internazionale, riuscendo ad attrarre finanziamenti da parte della Fondazione Rockefeller e indirizzando numerosi allievi verso l'attività di ricerca. È da rilevare come per l'Istituto da lui diretto siano passati, fra l'altro, tre studenti che sarebbero stati insigniti del Premio Nobel: Salvatore Luria, Rita Levi-Montalcini e Renato Dulbecco. I tre scienziati hanno spesso esaltato la figura di Levi come quella di un grande mentore, persona stimabile per la straordinaria abilità tecnica e scientifica, ma anche e soprattutto per il lato umano. Montalcini fu l'unica dei tre a proseguire la propria ricerca in campo neuroanatomico e a rimanere quindi legata al professore da un rapporto di collaborazione professionale, durato più di trent'anni.
Giuseppe Levi fu uno dei protagonisti del rinnovamento della biologia sperimentale italiana e internazionale. L'ambiente scientifico in cui crebbe risentì fortemente della tendenza, comune in quegli anni, a un approccio naturalista e fisiologico della medicina, volto soprattutto all'analisi istologica e citologica mediante l'uso di raffinate tecniche microscopiche. Egli, interessandosi in particolare allo studio dei meccanismi di crescita cellulare, fu in grado di farle sue ed affinarle: primo in Italia ad applicare la tecnica della coltura in vitro, utilizzò anche altri metodi all'avanguardia quali la microdissezione e la microfotografia. Nonostante quindi la chiara influenza fisiologica, in ogni modo, da buon anatomista, continuò sempre a difendere il valore della morfologia, cercando di conciliare, nella sua attività di ricerca, lo studio della forma e quello delle funzioni.

### Antifascismo, leggi razziali e fuga all'estero
A partire dal 1922, quando ci fu la definitiva ascesa del fascismo in Italia, Levi non nascose le proprie posizioni di dissenso, manifestando simpatie e coltivando frequentazioni con personalità di opposizione politica al regime.
Risale a quello stesso anno l'incontro con Carlo Rosselli, giunto nell'ateneo torinese per intraprendere un corso di studi in giurisprudenza. Tra il rivoluzionario antifascista e la famiglia Levi nacque un rapporto di amicizia, che si rafforzerà durante l'esilio parigino di Mario Levi, il terzo dei cinque figli del professore, esponente della resistenza antifascista torinese. Ancora, nel dicembre del 1926, quando venne organizzata la fuga in Francia di Filippo Turati, Levi accettò con entusiasmo di offrire il suo appartamento come nascondiglio per il parlamentare socialista.
Levi, che era stato uno dei firmatari del cosiddetto Manifesto Croce, si trovò in seria difficoltà quando nell'anno accademico 1931-1932 il regime decise di imporre ai professori del Regno il giuramento di fedeltà al fascismo. Dopo tanti affanni, egli decise comunque di firmare, così come del resto avevano fatto la quasi totalità dei docenti. Dietro questa scelta vi erano il forte attaccamento alla vita di laboratorio e la preoccupazione per il futuro accademico dei suoi studenti, soprattutto di quelli più promettenti. È intuendo questa sincera dedizione per il suo ruolo di ricercatore e di insegnante che gli studenti, appena saputa la decisione, accolsero la notizia con un fragoroso applauso. Il giuramento comunque non frenò le manifestazioni di dissenso del professore, che anzi continuò a far sentire la sua voce di oppositore in diverse occasioni pubbliche.
Nel marzo del 1934 Levi trascorse due settimane in carcere, nonostante il prestigio del suo nome nel campo della medicina, perché sospettato di aver contribuito alle attività clandestine del figlio Mario e dell'allievo Sion Segre, colpevoli di aver tentato di introdurre dalla Svizzera materiali di propaganda antifascista. Sperimentò quindi sulla sua pelle l'efferatezza delle misure repressive della politica mussoliniana contro gli oppositori al regime.
Ma ancor più ne fu colpito nel 1938, quando a seguito dell'applicazione delle Leggi Razziali, fu privato della cattedra e radiato dalle società accademiche italiane di appartenenza. Riparato all'estero, proseguì per due anni, dal 1939 al 1941, l'attività di ricerca in Belgio, presso l'Università di Liegi. Nel maggio del 1940, però, l'invasione tedesca del Belgio lo spinse alla clandestinità: vagando per la periferia della città belga, trascorse un anno in povertà, perdendo i contatti con la famiglia in Italia, che ormai lo dava per disperso.
 
A fine agosto riuscì finalmente a tornare in patria.

### Ritorno in Italia
Ritornato a Torino, attese ancora a ricerche sperimentali utilizzando l'improvvisato e semi-clandestino laboratorio casalingo allestito dalla sua allieva Rita Levi-Montalcini. I due furono però costretti a sospendere il loro lavoro a causa dei ripetuti bombardamenti che nel 1943 colpirono l'Italia del Nord. Il professore passò quindi altri mesi in clandestinità, prima nei dintorni di Ivrea, poi nell'astigiano, cambiando anche il cognome, da Levi a Lovisatto, finché il figlio Gino, informato di un'imminente retata nel luogo che nascondeva il padre, lo trasse in salvo e lo scortò fino a Firenze, dove rimase fino al termine della guerra.
Nel 1945, dopo la liberazione dal fascismo, venne reintegrato nell'insegnamento e nelle società accademiche di appartenenza. Nel 1947 il Consiglio Nazionale delle Ricerche gli affidò la direzione del "Centro di Studio sull'accrescimento e sulla senescenza degli organismi". Tale centro produsse contributi importanti sullo studio del sistema nervoso nel periodo embrionale, con particolare riguardo per i rapporti fra la neurogenesi e la formazione degli organi periferici nell'embrione: una linea di ricerca che derivava dalle sperimentazioni condotte dall'allieva Rita Levi-Montalcini, da sola e in collaborazione con il professore.
Levi avviò inoltre un laboratorio di biologia cellulare a San Paolo in Brasile e continuò a dimostrare una completa dedizione verso il suo lavoro, partecipando in tutto il mondo a numerosi congressi, nonostante, ottantacinquenne, avesse subito l'amputazione della gamba sinistra per problemi circolatori.

Alle elezioni del 1948 si candidò deputato con il Fronte Democratico Popolare: ottenne 17.007 voti e non fu eletto. Ammalatosi di cancro allo stomaco morì a Torino nel 1965, all'età di 92 anni. È sepolto nel Cimitero monumentale di Torino. 

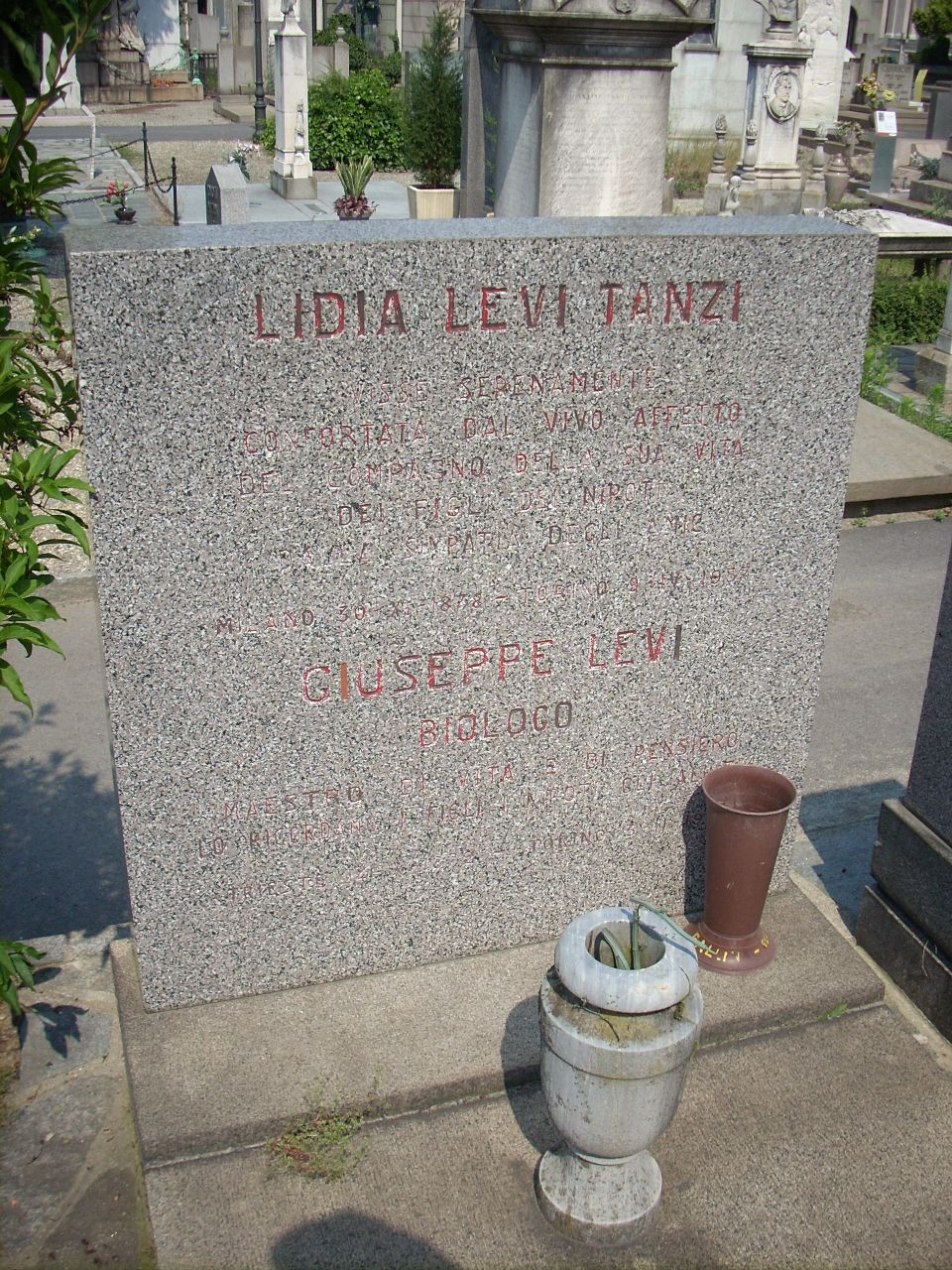
La tomba del Prof. Giuseppe Levi e di sua moglie Lidia Tanzi presso il cimitero monumentale di Torino

## Vita privata
Sposato nel 1901 con Lidia Tanzi, di famiglia non ebrea, studentessa in medicina e nipote del neuropsichiatra dell'Istituto superiore di Firenze, fu padre di cinque figli, Paola (prima moglie di Adriano Olivetti), Alberto, Mario, Gino e Natalia, scrittrice italiana meglio nota come Natalia Ginzburg.
Sarà proprio lei a consegnarcene un indimenticabile ritratto privato, tratteggiato con quella levità di tocco e unicità di linguaggio che contraddistinguono il suo capolavoro, Lessico famigliare, edito nel 1963.
 Non si tratta di una apologia, nonostante il vincolo dell'affetto filiale inevitabilmente agisca: le pagine mettono infatti in luce il carattere burbero del padre, la sua severità di giudizio e il suo dispotismo testardo e collerico, pronto a manifestarsi in qualsiasi occasione.
Ebbe, come allievo prima, amico e collaboratore poi, Tullio Terni che, allontanato anche lui dall'insegnamento universitario per motivi razziali, caduto il fascismo fu al centro di un infelice caso di epurazione che lo condusse ad un polemico suicidio nel primo Anniversario della liberazione. Levi ne fu indubbiamente provato, anche perché fu proprio lui, in quanto membro del comitato di valutazione, a dover procedere nei confronti di Terni così come verso tutti gli altri professori che avevano simpatizzato col fascismo.

## Onorificenze
Fu socio dell'Accademia dei Lincei e dell'Accademia Nazionale delle Scienze detta dei XL, oltre che di altre Istituzioni scientifiche estere quali la National Academy of Sciences of the USA, la Académie royale des Sciences, des Lettres et des Beaux-Arts de Belgique e la Deutsche Akademie der Naturforscher Leopoldina.
Ricevette vari importanti riconoscimenti, tra i quali il Premio Reale dell'Accademia dei Lincei nel 1923, la Medaglia d'oro dei benemeriti della scuola, della cultura e dell'arte e le lauree honoris causa delle Università di Liegi, di Montevideo e di Santiago del Cile.

## Pubblicazioni
- Vita autonoma di parti dell'organismo. La coltivazione dei tessuti. Bologna, 1922.[3]
- Atlante manuale di anatomia umana. (Werner Spalteholz e Wilhelm His). Edizione Italiana a cura di Giuseppe Levi. Vallardi, 1924.
- Trattato di istologia. Torino, 1927.[24]
- Fisiopatologia della vecchiaia. In coll. con Alberto Papere e Gaetano Viale. Milano, 1933-1934.[24]
- Relazione sull'opera scientifica dell'Istituto Anatomico Della Regia Università di Torino, 1934-36. Torino 1936.[3]
- Tessuto - Biologia in: Enciclopedia italiana di scienze, lettere ed arti. ROMA 1937, vol. XXXIII, pp. 703–713.[3]
- Istituzioni di anatomia dell'uomo. (Giulio Chiarugi). A cura di Giuseppe Levi. Milano, 1948, 1954, 1959.[1]
- Commemorazione del socio Nello Beccari. Accademia Nazionale dei Lincei, XXIV, 1958, pp. 101–113.[3]
- La senescenza degli organismi. Parte 1., Scientia: rivista internazionale di sintesi scientifica, 88, 1953, pp. 103–107
- La senescenza degli organismi. Parte 2., Scientia: rivista internazionale di sintesi scientifica, 88, 1953, pp. 135–140